# Støvring Herred
Støvring Herred var et herred i det tidligere Århus Amt, men indtil 1970 hørte det under Randers Amt. Nu er det en del af Randers Kommune i Region Midtjylland.
I Kong Valdemars Jordebog hed det Styfringhæreth og i middelalderen hørte det til Ommersyssel. I en periode hørte det under Skanderborg Len og Aarhusgaard; i 1552 kom herredet under det nyoprettede Dronningborg Len, og fra 1660 Dronningborg Amt. I 1793 oprettedes Randers Amt.
Støvring Herred grænser mod nord til Nørhald Herred, mod øst og syd til Randers Fjord, mod sydvest til Galten Herred
og mod vest til Viborg Amt (Sønderlyng Herred).

## Sogne i Støvring Herred
- Albæk Sogn
- Borup Sogn
- Dronningborg Sogn
- Gimming Sogn
- Harridslev Sogn
- Lem Sogn
- Mellerup Sogn
- Randers Købstad
- Råsted Sogn
- Sankt Andreas Sogn
- Sankt Clemens Sogn
- Sankt Mortens Sogn
- Sankt Peders Sogn
- Støvring Sogn

## Eksterne kilder og henvisninger
- Støvring Herred i J.P. Trap: Kongeriget Danmark, udarbejdet af H. Weitemeyer (3. udgave, 4. bind 1901)

56°29′17.8″N 10°8′20.42″Ø / 56.488278°N 10.1390056°Ø